# 单花荠
单花荠（学名：Pegaeophyton scapiflorum）为十字花科单花荠属下的一个种。